# 八氮立方烷
八氮立方烷也称为“立方氮烷”，是氮元素的一种假想单质，分子式为N8。八氮立方烷与N2、N4等互为同素异形体。八氮立方烷分子由8个围成立方体氮原子构成，可以看作所有次甲基都被氮原子代替了的立方烷分子，所以八氮立方烷是立方烷的衍生物之一。八氮立方烷分子可能是一种亚稳态分子。若忽略由键应力引起的化学热力学不稳定性和氮氮单键的较高键能，只从化学动力学角度来看，该分子因轨道对称而具有一定稳定性。

## 可能用途
八氮立方烷预计拥有约22.9 MJ/kg的能量密度（假设完全分解为N2），是TNT标准当量的5倍。所以八氮立方烷与其他特殊氮单质都曾被建议开发为炸药或高性能火箭推进剂。 它的爆速预测为15,000 m/s，比八硝基立方烷，已知爆速最快的非核爆物质，还要快上48.5%。